# Tyrnica (przystanek kolejowy)
Tyrnica (ros. Тырница) – przystanek kolejowy w pobliżu miejscowości Bieriozowo, w rejonie szyłowskim, w obwodzie riazańskim, w Rosji. Położony jest na linii Moskwa – Riazań – Samara.